# Lotio

Einordnung der Begrifflichkeiten

Eine Lotio (auch Schüttelmixtur genannt) bezeichnet eine Form von Hautpflegemitteln, die auch als flüssiger Puder betrachtet werden kann. Es handelt sich dabei um eine Suspension oder um eine Emulsion mit sehr geringem oder ohne Fettanteil.
Der Begriff wird von der Industrie manchmal als Synonym für Lotion verwendet, dies ist jedoch falsch.
Typischer Vertreter einer arzneilich verwendeten Lotio ist etwa die Zinkoxidschüttelmixtur (Lotio alba aquosa), in der Zinkoxid und Talkum in einer Glycerol-Wasser-Mischung suspendiert sind. Einen stärker ausgeprägten kühlenden Effekt erreicht man durch Zusatz von Ethanol (Lotio alba spirituosa).